# Grande-Synthe
Grande-Synthe (nizozemsko Groot-Sinten) je zahodno predmestje Dunkerqua in občina v severnem francoskem departmaju Nord regije Nord-Pas-de-Calais. Leta 2012 je naselje imelo 21.166 prebivalcev.

## Administracija
Grande-Synthe je sedež istoimenskega kantona, v katerega je poleg njegove vključena še občina Fort-Mardyck s 31.629 prebivalci. Kanton se nahaja v okrožju Dunkerque.

## Zgodovina
V letu 1980 se je večina ozemlja občine Petit-Synthe izločila iz Dunkerqua in priključila sedanji občini Grande-Synthe.

## Pobratena mesta
- Suwałki